# Minnan Wikipédia
A Minnan Wikipédia (minnan nyelven: ) a Wikipédia projekt minnan nyelvű változata, egy internetes enciklopédia. A Minnan Wikipédiának 3 adminja, 66 802 felhasználója van, melyből 84 fő az aktív szerkesztő. A lapok száma (beleértve a szócikkeket, vitalapokat, allapokat és egyéb lapokat is) 1 072 387, a szerkesztések száma pedig 3 229 383.

## Mérföldkövek
- 2003 - elindul az oldal
- Jelenlegi szócikkek száma: 405 508 (2020. május 1.)